# Капибариби
Капибариби (порт. Capibaribe) — река в Бразилии, протекает по штату Пернамбуку. Длина — 240 км или 280 км, площадь водосборного бассейна — 7454 км² (или 5557,41 км²).
Река начинается в горах Cariris Velhos, откуда она течёт на восток по засушливому региону Каатинга (годовая норма осадков — около 550 мм), а потом — по низинам, покрытым атлантическим лесом. Впадает в Атлантический океан в городе Ресифи. Последние 25 км реки представляют собой эстуарий шириной 50-200 м.
Для верховьев реки характерны бедные почвы, средняя температура воздуха составляет 20-22 °C. В низовьях почвенный покров глубже, средняя температура воздуха составляет 25-26 °C, годовая норма осадков — 2400 мм. Средний расход воды составляет около 20 м³/с, но во время наводнений может достигать 3600 м³/с.
Около 1,7 млн человек получают питьевую воду из реки.